# Minuit dans le jardin du bien et du mal (roman)
Pour les articles homonymes, voir Minuit dans le jardin du bien et du mal.
Minuit dans le jardin du bien et du mal (titre original : Midnight in the Garden of Good and Evil) est un roman non fictionnel de John Berendt.
Premier livre de son auteur, il a figuré dans la liste des best-sellers du New York Times durant 216 semaines consécutives. En 1995, le livre est couronné par le prix Exclusive Books Boeke Prize et se retrouve finaliste pour le prix Pulitzer.

## Résumé
Le livre, qui est basé sur des faits réels s'étant produits dans les années 1980 à Savannah, ville de Géorgie, État du sud des États-Unis, se situe à mi-chemin entre le reportage et la fiction. Il fait partie des productions littéraires qu'aux États-Unis, on classe généralement dans le genre non-fiction novel (« roman non fictionnel ») et, plus précisément, parmi les livres de true crime (littéralement, « crime vrai »), qui constituent la plus grande part du genre, et qu'ont popularisé notamment des auteurs tels que Truman Capote (De sang-froid, 1966) ou Norman Mailer (Le Chant du bourreau, 1979).
L'histoire a pour élément central un meurtre, celui de Danny Hansford, dont est accusé un riche antiquaire, Jim Williams. Le meurtre a lieu dans la maison de Williams, construite par un ancêtre du compositeur de chansons Johnny Mercer. Selon le livre, Williams et Hansford auraient eu une liaison, mais la nature de leur relation n'est pas claire. Le suspect subit quatre procès, avant de se voir acquitté à l'issue du dernier. Le fait divers est aussi l'occasion pour l'auteur de dépeindre plusieurs personnages hauts en couleur de la ville, dont la drag queen The Lady Chablis.
Le titre du livre se réfère à la notion vaudoue selon laquelle minuit est l'heure qui sépare la bonne magie de la magie démoniaque[réf. nécessaire]. Le « jardin » fait référence au cimetière de Bonaventure, où repose Mercer, et où se trouvait à l'époque une statue baptisée Bird Girl (en) (la « fille aux oiseaux »), dont on peut voir la photographie sur la couverture originale du livre et qui apparaît au tout début du film d'Eastwood ; cette statue a rejoint en 1997 les collections du musée Telfair (en) de Savannah.

## Éléments subjectifs
Bien que, selon l'auteur, l'essentiel de ce qui est rapporté soit véridique, de nombreux éléments du livre sont très subjectifs ; Berendt l'admet d'ailleurs lui-même à la fin de son ouvrage.
Dans le livre, l'auteur se présente comme acteur des événements qu'il rapporte, présent sur les lieux dès le moment où le crime est commis. En réalité, Berendt n'est arrivé à Savannah qu'un an plus tard et n'a fait la connaissance de Williams qu'après le deuxième procès de ce dernier, alors que celui-ci était en prison ; Berendt n'a donc pas pu prendre part aux conversations des différents protagonistes de l'histoire, du moins à celles du début. De nombreux éléments du récit sont cependant basés sur des faits réels, mais le livre est composé de manière à posséder certains caractères propres à la fiction.[réf. nécessaire]

## Cinéma
Le roman a fait l'objet, sous le même titre, d'une adaptation au cinéma : le film tiré du livre, réalisé par Clint Eastwood, est sorti sur les écrans en 1997.